# Nelly M. Robles García
Nelly M. Robles García (Fecha de nacimiento desconocida) es una arqueóloga e investigadora mexicana.

## Trayectoria
Robles García es licenciada en Arqueología por la Escuela Nacional de Antropología e Historia (ENAH), maestra en Restauración de Arquitectura Prehispánica por esa misma institución, y tiene un doctorado en Antropología, por la Universidad de Georgia. En 2013 hizo una estancia posdoctoral en la Universidad de Harvard. Como arqueóloga sus líneas de trabajo se encuentran en las zonas arqueológicas de Dainzú, Lambityeco, Yagul, Atzompa y Monte Albán, sitio del que fue directora por trece años.
Desde 2009 es presidenta del Consejo de Arqueología del Instituto Nacional de Antropología e Historia (INAH) de México.  Es integrante del Comité Científico-Editorial de la revista especializada Arqueología Mexicana.

## Obra
- Sociedad y patrimonio arqueológico en el valle de Oaxaca: memoria de la Segunda Mesa Redonda de Monte Albán (INAH, 2002)
- Bases de la complejidad social en Oaxaca: memoria de la Cuarta Mesa Redonda de Monte Albán (INAH, 2009)
- Los monumentos arqueológicos de Monte Albán ante los desastres naturales: el sismo de 1999 (INAH, 2009)
- Mitla. Su desarrollo cultural e importancia regional (FCE, 2016)

### En colaboración
- Yucundaa: La ciudad mixteca y su transformación prehispánica y colonial (2014)

## Premios y reconocimientos
- Premio Manuel Toussaint, 1988
- Premio Federico Sescosse del Consejo Internacional de Monumentos y Sitios, 2020